# Jessica Horn
Jessica Horn (1979) és una activista feminista, escriptora i poeta d'arrels ugandeses. Ha viscut, entre altres estats, a Sierra Leone, Illes Fiji, Regne Unit i Estats Units. Té formació en antropologia mèdica, i ha treballat durant dècades com a consultora en finançament i desenvolupament de projectes sobre drets de les dones en iniciatives sobre salut i drets sexuals, violència masclista, i suport a dones amb SIDA, en postconflicte bèl·lic i reconstrucció de la pau, entre d'altres. És cofundadora del Fòrum Feminista Africà creat el 2006. El 2012 va ser destacada per la revista ARISE com a dona africana creadora de canvis. Del 2015 al 2020 treballa com a directora de programes del Fons Africà per al Desenvolupament de les Dones.

## Biografia
Jessica Horn nasqué a Anglaterra, de mare ugandesa i pare estatunidenc i cresqué a Lesotho i Fiji. Son pare és un pioner del teatre per al desenvolupament i el seu avi matern, el diplomàtic Timothy Bazarrabusa, el primer alt comissionat d'Uganda al Regne Unit, que lluità per la independència d'Uganda, en col·laborà amb la constitució, a més d'escriure novel·les i poesia en rutor, explica Jessica en parlar de la seua història.
«Tinc ascendència de l'oest d'Uganda i de Nova York, i experiències de la infantesa als campus universitaris de Lesotho, un centre neuràlgic de l'organització contra l'apartheid, i les Illes Fiji, on vaig viure dos colps militars. Aprenc idiomes ràpidament, i ja que he viscut en 4 continents i he viatjat a 56 estats. La meua praxi està informada pel plurivers.»
Estudià el batxillerat als Estats Units, en l'Armand Hammer United World College of the American West. Es llicencià en antropologia en el Smith College el 2001 i té un màster en gènere i desenvolupament de l'Escola d'Economia de Londres del 2002.
Especialitzada en drets de les dones, treballà en l'organització RAINBO, com a coordinadora d'Amanitare, la primera xarxa feminista africana sobre salut, drets sexuals i reproductius. Després va gestionar el finançament de programes sobre drets de les dones i de les minories en Sigrid Rausing Trust, un dels majors finançadors privats de polítiques sobre drets humans d'Europa. Fundà Akiiki Consulting, especialitzada en drets de les dones, salut i canvi social, en què ha treballat amb programes de finançament sobre drets humans, institucions polítiques i activistes. També ha treballat per a la Fundació Stephen Lewis, el Comité Internacional de Rescat, Action Aid, l'Associació per als Drets de les Dones en el Desenvolupament, Fundació Ford d'Àfrica Oriental i Nacions Unides. Ha fet molts viatges i treball en estats africans afectats per la guerra. Del 2015 al 2020 fou directora de programes del Fons Africà per al Desenvolupament de les Dones.
Com a investigadora Jessica Horn rebé una beca de "salut i drets reproductius" de la Fundació Soros el 2003 i feu una recerca sobre les respostes feministes a la mutilació genital femenina a Egipte. Escrigué dues monografies sobre l'impacte del fonamentalisme cristià en els drets de les dones africanes per al programa "Desafiant els fonamentalismes religiosos" de l'Associació per als drets de les dones en el desenvolupament (AWID). És l'autora principal del document sobre gènere i moviments socials del BRIDGE en l'Institut d'Estudis del Desenvolupament de la Universitat de Sussex, el 2013.
Jessica Horn ha sigut assessora d'iniciatives filantròpiques i pels drets de les dones, com ara Mama Cash, Urgent Action Fund-Africa, Comic Relief, Kings College Conflict, Security & Development Group Knowledge Building and Mentoring Program, i la revista Development.
Els seus treballs han estat publicats per diaris com ara The Lancet i <i>Feminist Africa</i>, i mitjans com ara Al Jazeera, OpenDemocracy i The Feminist Wire. Cofundà l'espai "La nostra Àfrica" en openDemocracy 5050 del 2011 al 2015.
És cofundadora del Fòrum Feminista Africà.

## Poesia
Com a poeta, Jessica Horn ha emprat la poesia com a mitjà per a denunciar els abusos dels drets humans i explorar el concepte d'amor revolucionari, també en la plataforma de poesia The Love Mic.
Guanyà el premi IRN FannyAnn Eddy el 2009 amb el poema "Han matat a Sizakele" i el Sojourner jutjat per June Jordan el 2001 pel poema "Dis UN: For Ruanda". El seu poema en prosa "Dreamings" el presentà en l'exposició en línia del Museu Internacional de Dones Imagining Ourselves.
És autora d'una col·lecció, Speaking in Tongues (Mouthmark, 2006), que s'inclou en el Llibre de poesia de Mouthmark junt amb el treball de Warsan Shire, Malika Booker i Inua Ellams. Els seus poemes han aparegut en la plataforma de poesia panafricana Badilisha Poetry Ràdio.

## Publicacions

### Recerca i anàlisi
- Michau, Lori, Jessica Horn, Amy Bank, Mallika Dutt i Cathy Zimmerman. 2014. "Prevenció de la violència contra les dones i les xiquetes: lliçons de la pràctica", (en) The Lancet.
- Horn, Jessica. 2013. Gènere i moviments socials: avantguardaArxivat 2018-11-07 a Wayback Machine. BRIDGE/Institut d'Estudios del Desenvolupament, Universitat de Sussex.
- Horn, Jessica. 2012. No tan simple com l'ABC: fonamentalismes cristians i respostes al VIH/SIDA a Àfrica (en) Toronto: Associació per als Drets de les Dones en el Desenvolupament.
- Horn, Jessica i Bisi Adeleye-Fayemi (eds). 2009. Veu, poder i ànima: retrats de feministes africanes. Ghana: AWDF. ISBN 9789988125127.[21]
- Horn, Jessica. 2009. "A través de l'espill: procés i poder en els moviments feministes" (en) en Desenvolupament, Vol 52.2, Poder, Moviments, Canvi. Londres: Sage Publishers, Societat per al Desenvolupament Internacional.[22]
- Horn, Jessica. 2006. "Redreçar el cos sexual" Arxivat 2016-05-12 a Wayback Machine., en Feminist Africa. Ciutat del Cap: Institut Africà de Gènere.
- Horn, Jessica. 2005. "No cultura sinó gènere: reconceptualització de la mutilació/tall genital femení", en On comencen els drets humans: salut, sexualitat i dones deu anys després de Viena, El Caire i Beijing. Chavkin, Wendy i Chesler, Ellen (eds). Nova Jersey: Premsa de la Universitat de Rutgers.ISBN 9780813536576.

### Poesia
- Speaking in Tongues.  Flipped Eye Publishing Limited, 2006. ISBN 9781905233113.
- "Speaking in Tongues" in The Mouthmark Book of Poetry, Flipped Eye Publishing Limited, 2013. ISBN 9781905233151.

- "A night in Zanzibar", in Sylvia Tamale, ed.  Sylvia Tamale. African sexualities: A reader.  Fahamu/Pambazuka, 2011. ISBN 9780857490162.
- "Uganda haikus (sunrise to 9pm)" Arxivat 2021-12-16 a Wayback Machine.
- "Sista, why do you run?"
- "Ye ye o (between a dancer and a drummer)"
- "epidermal offerings" and "salt" Còpia de fitxer a la Wayback Machine. .